# 伊勢暦

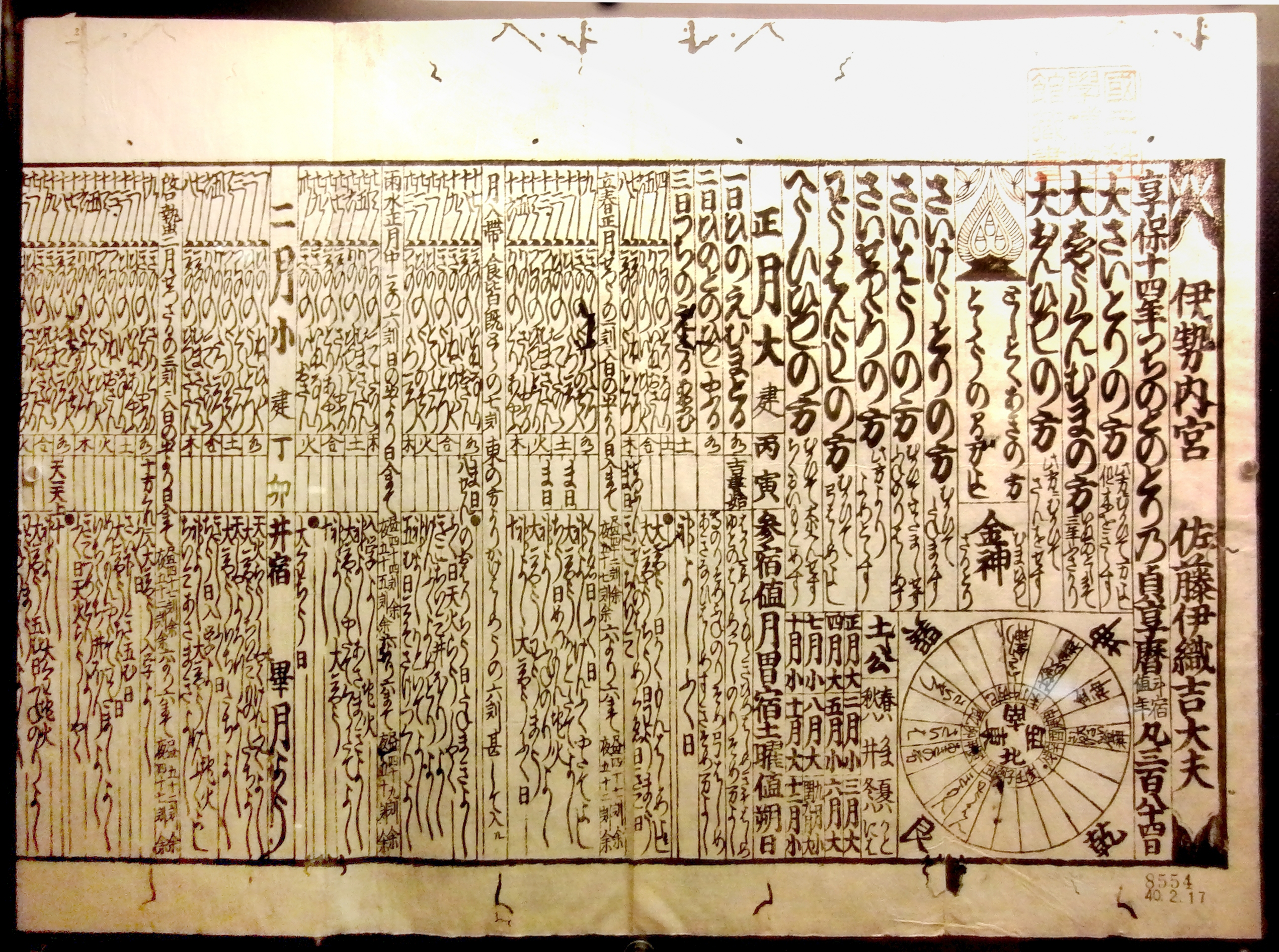
伊勢暦（貞享暦）佐藤伊織 1729（享保14）年版。（国立科学博物館の展示）

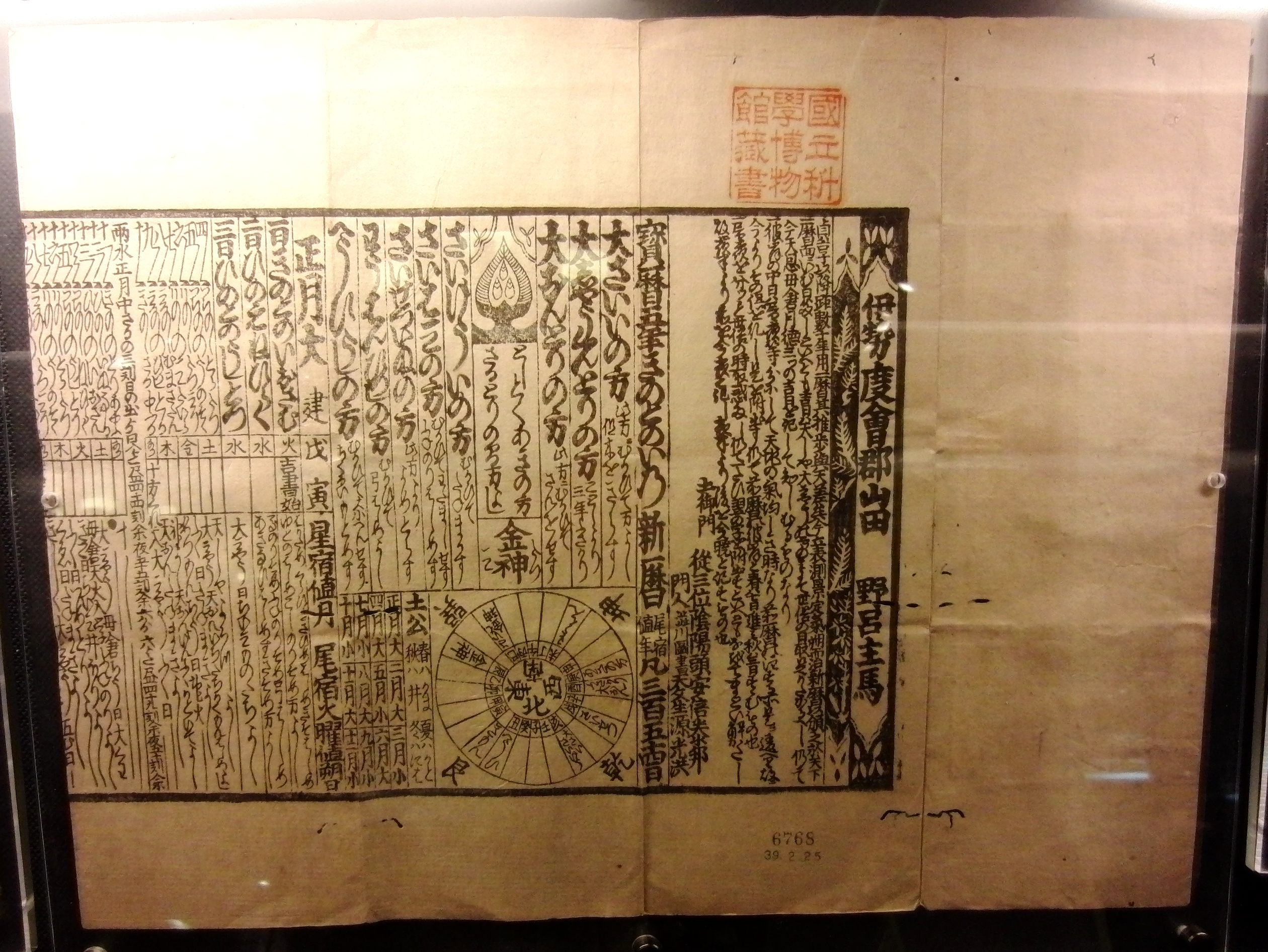
伊勢暦（宝暦暦）野呂主馬 1755（宝暦5）年版。（国立科学博物館の展示）

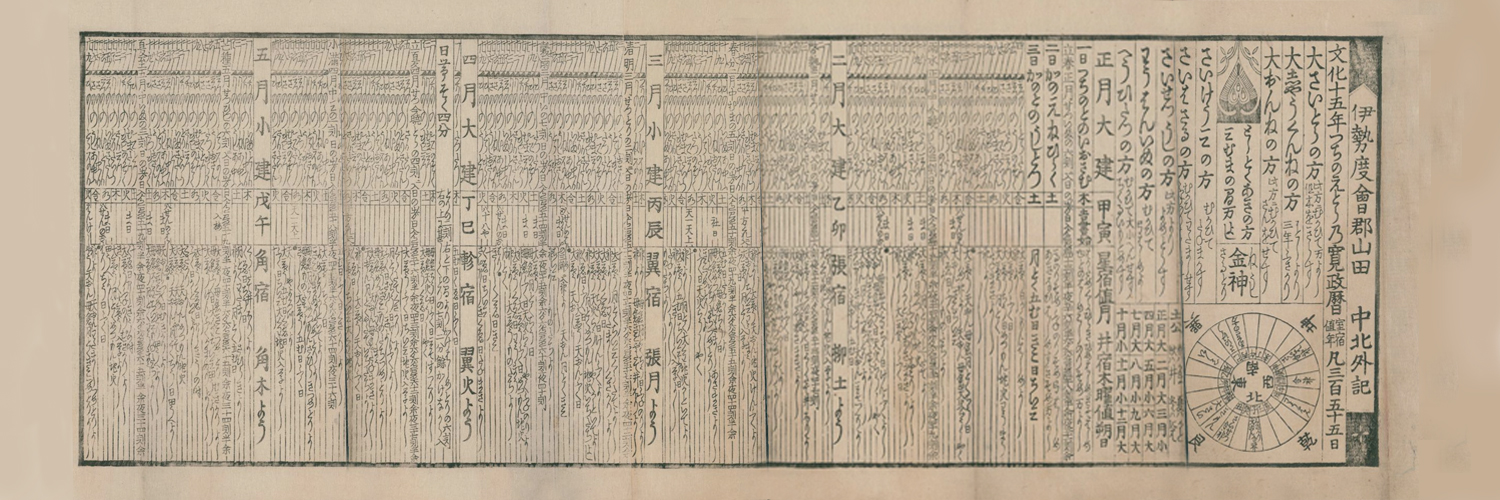
伊勢暦（寛政暦）中北外記 1818（文化15）年版。

伊勢暦（いせこよみ）とは、江戸時代に伊勢神宮の門前である宇治および山田の暦師が製作し頒布していた暦であり、今日の神宮暦の前身である。

## 概要
伊勢暦は伊勢の御師（おんし）が年末に伊勢神宮の御神札とともに伊勢暦を配るようになり、全国に知られるようになった。山田（外宮）の暦師は時期によって14から20軒程度であり、宇治（内宮）の暦師は1軒であった。
1871年（明治4年）御師制度が廃止され、伊勢暦の頒布も中止された。1882年4月の太政官布告で、1883年（明治16年）からの官暦は神宮司庁が発行することになり、神宮暦として暦の刊行が行われることとなった。

## 伊勢暦の出版者（暦師）一覧
- 伊勢内宮
  - 佐藤伊織

- 伊勢度会郡山田
  - 飛鳥帶刀
  - 瀬川舎人
  - 瀬川長大夫
  - 冨田大貮
  - 中川内匠
  - 中北外記
  - 永田長大夫
  - 中村助大夫
  - 西嶋左門
  - 野村茂大夫
  - 野呂主馬
  - 保利田山城
  - 箕曲主膳
  - 箕曲主水
  - 宮崎左近
  - 村松左京
  - 森田八大夫
  - 山口右兵衛